# Dialysis flava
Dialysis flava är en tvåvingeart som beskrevs av Yang 1995. Dialysis flava ingår i släktet Dialysis och familjen vedflugor.
Artens utbredningsområde är Zhejiang (Kina). Inga underarter finns listade i Catalogue of Life.